# Pristimantis nebulosus
Espèce
Synonymes
- Eleutherodactylus nebulosus Henle, 1992 nec Taylor, 1943
- Eleutherodactylus caliginosus Lynch, 1996
- Pristimantis caliginosus (Lynch, 1996)

Statut de conservation UICN

 DD  : Données insuffisantes
Pristimantis nebulosus est une espèce d'amphibiens de la famille des Craugastoridae.

## Répartition
Cette espèce est endémique de la province de Leoncio Prado dans la région de Huánuco au Pérou. Elle se rencontre à environ 1 650 m d'altitude dans la cordillère Azul.

## Publications originales
- Henle 1992 : Zur Amphibienfauna Perus nebst Beschreibung eines neuen Eleutherodactylus (Leptodactylidae). Bonner Zoologische Beiträge, vol. 43, no 1, p. 79-129 (texte intégral).
- Lynch, 1996 : Replacement names for three homonyms in the genus Eleutherodactylus (Anura: Leptodactylidae). Journal of Herpetology, vol. 302, p. 278-280.